# Cossonus
Cossonus är ett släkte av skalbaggar som beskrevs av Joseph Philippe de Clairville och Schellenberg 1798. Cossonus ingår i familjen vivlar.

## Bildgalleri

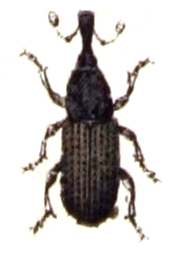

## Dottertaxa tillCossonus, i alfabetisk ordning[1][2]
- Cossonus abscissus
- Cossonus affaber
- Cossonus affinis
- Cossonus afonus
- Cossonus africanus
- Cossonus albertisi
- Cossonus alluaudi
- Cossonus amaniensis
- Cossonus ambiguus
- Cossonus americanus
- Cossonus anxius
- Cossonus arcuatus
- Cossonus areatus
- Cossonus argutus
- Cossonus aterrimus
- Cossonus basalis
- Cossonus bicolor
- Cossonus bifoveatus
- Cossonus bigeminatus
- Cossonus bimaculatus
- Cossonus binodosus
- Cossonus bipunctatus
- Cossonus biseriatus
- Cossonus bisulcatus
- Cossonus bivittatus
- Cossonus bohemani
- Cossonus brevinasus
- Cossonus brevipes
- Cossonus brevirostris
- Cossonus bulbirostris
- Cossonus burgeoni
- Cossonus caesus
- Cossonus californicus
- Cossonus camerunus
- Cossonus canaliculatus
- Cossonus canarensis
- Cossonus canus
- Cossonus carinensis
- Cossonus carinicollis
- Cossonus carinifer
- Cossonus castaneipennis
- Cossonus castaneus
- Cossonus catolethroides
- Cossonus cavirostris
- Cossonus cearensis
- Cossonus chirindensis
- Cossonus chloropus
- Cossonus circumfusus
- Cossonus coeloderes
- Cossonus cognatus
- Cossonus coloratus
- Cossonus complanatus
- Cossonus concinnus
- Cossonus conicirostris
- Cossonus convexicollis
- Cossonus convexirostris
- Cossonus convexiusculus
- Cossonus coptorhinus
- Cossonus coquereli
- Cossonus corticalis
- Cossonus corticola
- Cossonus corvinus
- Cossonus crassirostris
- Cossonus crenatus
- Cossonus crenulatus
- Cossonus cubae
- Cossonus culinaris
- Cossonus cunipes
- Cossonus curtirostris
- Cossonus cylindricus
- Cossonus cylindripennis
- Cossonus cylindrirostris
- Cossonus deceptor
- Cossonus delauneyi
- Cossonus dentipes
- Cossonus deplanatus
- Cossonus depressicollis
- Cossonus depressus
- Cossonus disciferus
- Cossonus divisus
- Cossonus donisi
- Cossonus dorytomoides
- Cossonus dubius
- Cossonus dufaui
- Cossonus duplicatus
- Cossonus ebenus
- Cossonus ellipticollis
- Cossonus elongaticeps
- Cossonus elongatulus
- Cossonus elongatus
- Cossonus encaustes
- Cossonus encaustus
- Cossonus enigmaticus
- Cossonus ephippiger
- Cossonus euphorbiae
- Cossonus euryasips
- Cossonus evanescens
- Cossonus exaratus
- Cossonus excavata
- Cossonus excavatus
- Cossonus falli
- Cossonus fasciolatus
- Cossonus ferrugineus
- Cossonus ficus
- Cossonus filiformis
- Cossonus flavovittatus
- Cossonus fortipes
- Cossonus fossatirostris
- Cossonus fossatus
- Cossonus fossicollis
- Cossonus foveatus
- Cossonus foveicollis
- Cossonus franzi
- Cossonus fraudiger
- Cossonus fraudulentus
- Cossonus frenchi
- Cossonus frigidus
- Cossonus gibbirostris
- Cossonus glabricollis
- Cossonus glacialis
- Cossonus gracilirostris
- Cossonus guadeloupensis
- Cossonus guatemaltecus
- Cossonus guildingi
- Cossonus guildingii
- Cossonus hackeri
- Cossonus haematicus
- Cossonus hamiltoni
- Cossonus hartmanni
- Cossonus hebes
- Cossonus hepburni
- Cossonus heros
- Cossonus histris
- Cossonus holomelas
- Cossonus horni
- Cossonus hovanus
- Cossonus hubbardi
- Cossonus hyperboreus
- Cossonus hypocrita
- Cossonus ignavus
- Cossonus illigeri
- Cossonus imerinae
- Cossonus immeritus
- Cossonus impressicollis
- Cossonus impressifrons
- Cossonus impressus
- Cossonus incisus
- Cossonus incivilis
- Cossonus indigens
- Cossonus inexpectatus
- Cossonus i-nitidus
- Cossonus insularis
- Cossonus integricollis
- Cossonus irregularis
- Cossonus kenyae
- Cossonus lacupros
- Cossonus laesicollis
- Cossonus laticollis
- Cossonus latipennis
- Cossonus latirostris
- Cossonus latithorax
- Cossonus latitibris
- Cossonus latus
- Cossonus lebasi
- Cossonus lebasii
- Cossonus lignarius
- Cossonus ligniperda
- Cossonus ligniperdus
- Cossonus limbaticollis
- Cossonus linearis
- Cossonus lobeliae
- Cossonus longicollis
- Cossonus longinasus
- Cossonus longulus
- Cossonus lupini
- Cossonus lymexylon
- Cossonus macer
- Cossonus macilentus
- Cossonus maculosus
- Cossonus madagascariensis
- Cossonus major
- Cossonus marcidus
- Cossonus marginalis
- Cossonus maynei
- Cossonus meriani
- Cossonus meridianus
- Cossonus micraspis
- Cossonus mimicus
- Cossonus minimus
- Cossonus minor
- Cossonus moelleri
- Cossonus moestus
- Cossonus multiforus
- Cossonus murrayi
- Cossonus nigrifrons
- Cossonus nigritus
- Cossonus nigroapicalis
- Cossonus nigropiceus
- Cossonus nitidicollis
- Cossonus nitidirostris
- Cossonus nitidus
- Cossonus novaguineesis
- Cossonus ocularis
- Cossonus olsufievi
- Cossonus pacificus
- Cossonus papalis
- Cossonus papuanus
- Cossonus parallelepipedus
- Cossonus parallelipipedus
- Cossonus parvicollis
- Cossonus perfidiosus
- Cossonus perinetensis
- Cossonus pertusicollis
- Cossonus peruanus
- Cossonus piceus
- Cossonus pinguis
- Cossonus piniphilus
- Cossonus planatus
- Cossonus planirostris
- Cossonus planus
- Cossonus platalea
- Cossonus platynotus
- Cossonus platyrhynchus
- Cossonus platyrrhinus
- Cossonus politus
- Cossonus ponderosae
- Cossonus porcatus
- Cossonus porosternus
- Cossonus praecellens
- Cossonus praeustus
- Cossonus procerus
- Cossonus proximus
- Cossonus punctellus
- Cossonus puncticeps
- Cossonus puncticollis
- Cossonus punctifrons
- Cossonus purulensis
- Cossonus pyrirostris
- Cossonus quadricollis
- Cossonus quadrimacula
- Cossonus quaerens
- Cossonus reticulatus
- Cossonus rotundicollis
- Cossonus rufescens
- Cossonus rufipennis
- Cossonus rufonotatus
- Cossonus rufus
- Cossonus rugosus
- Cossonus ruwenzoriensiss
- Cossonus sargi
- Cossonus schwarzi
- Cossonus scrobicollis
- Cossonus scrobiculatostriatus
- Cossonus scrobiculatus
- Cossonus segnis
- Cossonus semirufus
- Cossonus sheppardi
- Cossonus sicardi
- Cossonus silbermanni
- Cossonus simsoni
- Cossonus simsonis
- Cossonus spathula
- Cossonus spielbergii
- Cossonus squama
- Cossonus strangulatus
- Cossonus stricticeps
- Cossonus subareatus
- Cossonus subcarinatus
- Cossonus subcostatus
- Cossonus subfoveolatus
- Cossonus subopacus
- Cossonus subreticulatus
- Cossonus sulcatifrons
- Cossonus sulcatirostris
- Cossonus sulcatulus
- Cossonus sulcifrons
- Cossonus sulcirostris
- Cossonus suturalis
- Cossonus tardii
- Cossonus tarsalis
- Cossonus tenellus
- Cossonus texanus
- Cossonus thoracicus
- Cossonus tibialis
- Cossonus torridus
- Cossonus tostus
- Cossonus transvaalensis
- Cossonus truncorum
- Cossonus umzila
- Cossonus variipennis
- Cossonus varipes
- Cossonus vicarius
- Cossonus vitraci
- Cossonus vittatus
- Cossonus vulneratus
- Cossonus xylophagus
- Cossonus xylophilus
- Cossonus zamiae